# Heinrich Gewandt
Heinrich Gewandt (* 21. Mai 1926 in Hamburg; † 11. August 2013) war ein deutscher CDU-Politiker.

## Leben und Beruf
Gewandt, von evangelischer Herkunft, besuchte nach der Oberrealschule die staatliche höhere Handelsschule und machte eine Lehre zum Außenhandelskaufmann. Anschließend besuchte er das Dolmetscher-Seminar. Nach Arbeits- und Kriegsdienst besuchte er die Drogistenfachschule und legte die Drogistenprüfung ab. Anschließend war er im Bereich Drogerieartikel im Außenhandel – insbesondere mit Südamerika – tätig. Von 1965 bis 1969 war er Vizepräsident des Kuratoriums der Deutschen Stiftung für Entwicklungsländer. Von 1969 bis 1980 fungierte er als Präsident des Deutschen Drogistenverband. Von 1971 bis 1983 war er auch Präsident der Konföderation europäischer Drogistenverbände.

## Partei
Gewandt war von 1949 bis 1956 Landesvorsitzender der Jungen Union in Hamburg. Seit 1951 gehörte er dem Landesvorstand der CDU in Hamburg an, später wurde er Kreisvorsitzender im Bezirk Hamburg-Nord. Seit 1957 war er Vorsitzender des Landesmittelstandsausschusses der Hamburger CDU, die er selbst in diesem Jahr gegründet hatte. 1970 beteiligte er sich an der Gründung des Hamburger Landesverbandes der CDU-Mittelstandsvereinigung, deren stellvertretender Bundesvorsitzender er auch war.

## Abgeordneter
Gewandt wurde 1953 in die Hamburgische Bürgerschaft gewählt und gehörte dort dem Fraktionsvorstand des Hamburg-Blocks (Wahlpartei aus CDU, FDP, DP und GB/BHE) an. Die Bürgerschaft wählte ihn im selben Jahr zum Deputierten der Justizbehörde. Mit seiner Wahl in den Bundestag schied er aus der Bürgerschaft aus.
Von 1957 bis 1976 gehörte Gewandt dem Deutschen Bundestag an. Er war Sprecher der Fraktion für die Zusammenarbeit mit Entwicklungsländern und engagierte sich insbesondere im Bereich Südamerika. In die Kritik geriet er, als er nach dem Putsch unter Führung Augusto Pinochets im Jahre 1973 Chile besuchte und anschließend vor dem Ibero-Club in Bonn erklärte, das Land sei nun wieder kreditwürdig. Nach diesen Äußerungen wurde er für die Bundestagswahl 1976 nicht wieder als Kandidat aufgestellt.

## Veröffentlichungen
- Aufzeichnungen und Erinnerungen. In: Abgeordnete des Deutschen Bundestages. Aufzeichnungen und Erinnerungen. Band 5, Boppard am Rhein, 1988, Seiten 115 bis 223.